# タランテラ (ショパン)
タランテラ 変イ長調 作品43は、フレデリック・ショパンが1841年に作曲、同年出版されたピアノ独奏曲。

## 概要
タランテラは8分の6拍子の急速な踊りであり、アンコールピースとしてしばしば登場する。

## 構成
変イ長調、Presto
無窮動ふうのロンド形式。Es音のタランテラリズムによる序奏の後、主題が滑り出す。半音階をたくみに応用した浮遊感と軽快なテンポが特徴。調性は変イ長調が基本にあるが、変ハ音による変イ短調も混在しており不安定。